# Króla Zygmunta Augusta porządek praw rycerskich wojennych
Króla Zygmunta Augusta porządek praw rycerskich wojennych – pierwsze polskie regulaminy wojskowe, wydane drukiem w 1557.
Przepisy te określały obowiązki dowódców w zakresie szkolenia wojska, obowiązki żołnierskie, zasady żołnierskiego postępowania i odpowiedzialność dyscyplinarną za naruszenie przepisów.
Ich dalszym rozwinięciem były artykuły hetmańskie Floriana Zebrzydowskiego, wydane w 1561.